# Botanophila densisphinula
Botanophila densisphinula este o specie de muște din genul Botanophila, familia Anthomyiidae, descrisă de Xue în anul 2007. Conform Catalogue of Life specia Botanophila densisphinula nu are subspecii cunoscute.